# لوما لوكبونمي
لوما لوكبونمي (بالتايلندية: สุภิสรา คนหลัก؛ مواليد 18 يناير 1996) هي مُقاتلة فنون قتالية مختلطة تايلاندية.

## وصلات خارجية
لا توجد روابط لمواقع التواصل الاجتماعي.

- لوما لوكبونمي على موقع بوكس ريك (الإنجليزية) (registration required)
- لوما لوكبونمي على موقع يو إف سي (الإنجليزية)
- لوما لوكبونمي على موقع شيردوغ (الإنجليزية)
- لا بيانات لهذه المقالة على ويكي بيانات تخص الفن